# Patrick O’Brien, 2. Baronet

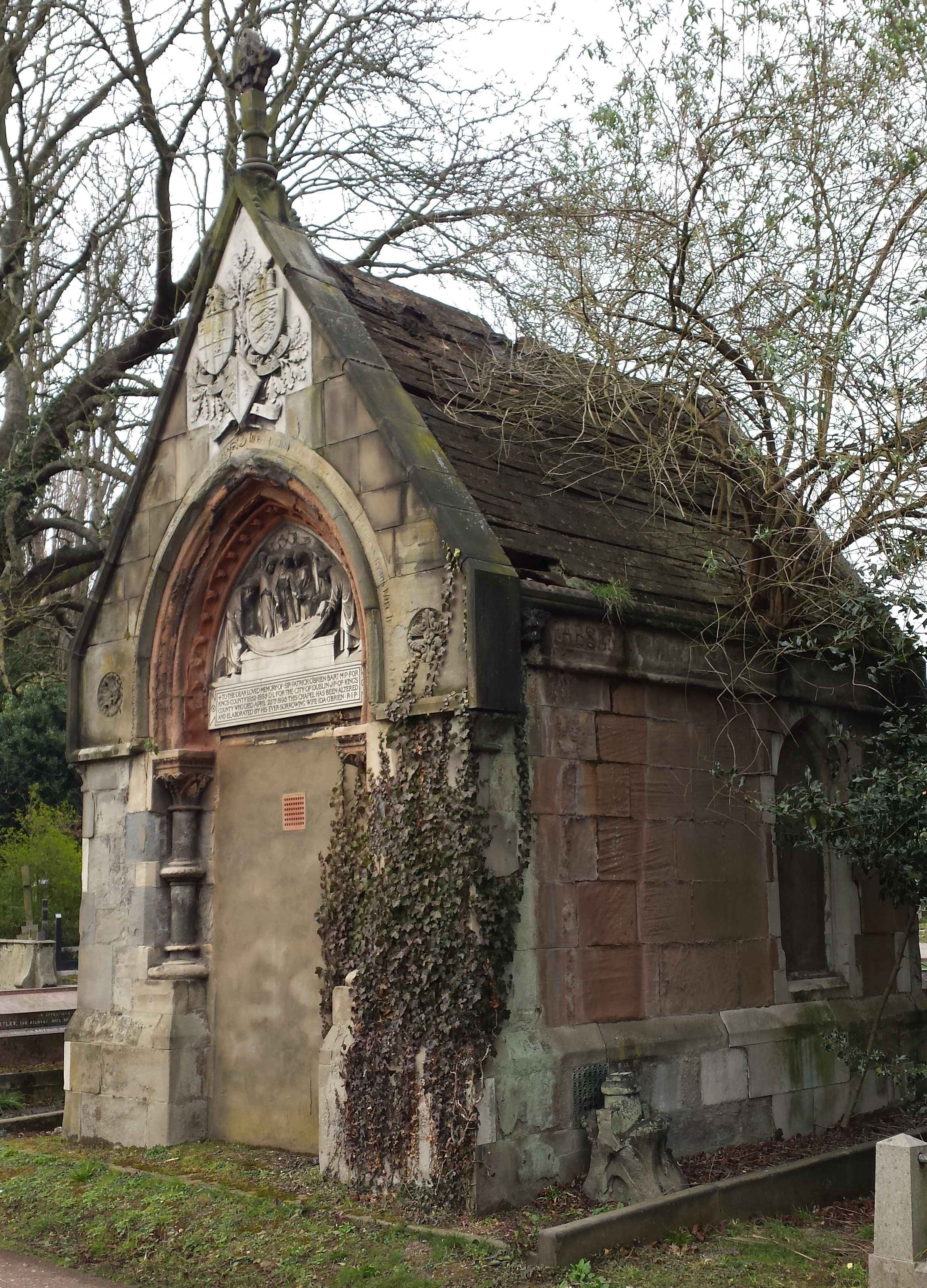
Mausoleum von Sir Patrick O’Brien, 2. Baronet

Sir Patrick O’Brien, 2. Baronet (* 1823; † 23. April 1895 in Brighton) war ein irisch-britischer Politiker.
O’Brien wurde 1852 für den Wahlbezirk King's County in das britische House of Commons gewählt und gehörte ihm als Liberaler bis 1885 an. Im Hansard sind 698 Parlamentsreden von ihm verzeichnet.
Patrick O’Brien war der älteste Sohn von Sir Timothy O’Brien, 1. Baronet. Beim Tod seines Vaters im Jahr 1862 erbte er dessen Adelstitel Baronet, of Merrion Square in the City of Dublin, and of Borris-in-Ossory in the Queen’s County. Da er unverheiratet und kinderlos blieb, ging die Baronetswürde bei seinem eigenen Tod 1895 auf seinen Neffen Timothy Carew O’Brien über. O’Brien wurde auf dem Kensal Green Cemetery beigesetzt.